# Estercuel
Estercuel is een gemeente in de Spaanse provincie Teruel in de regio Aragón met een oppervlakte van 55,59 km². Estercuel telt 237 inwoners (1 januari 2016).